# Blatno jezero
Blatno jezero(često pisano i Balaton, mađarski: Balaton, latinski: Lacus Pelso, njemački: Plattensee, slovački: Blatenské jazero) je najveće jezero u središnjoj Europi, a nalazi se u Mađarskoj. Rijeka Zala je najveća rijeka koja se ulijeva u jezero, a kanalizirana rijeka Sió je jedina rijeka koja se izlijeva iz jezera.
S površinom od 592 km², dužinom od 77 km i širinom od 4 do 14 kilometara, jezero se nalazi na 104 metara nadmorske visine, s najvećom dubinom od 12,2 m (prosječna dubina je 3,2 m).

## Ime
- opisni prijevod  bi dao značenje Blatno jezero, što daje prilog tezi da ime potječe od slavenske riječi „blato”.
- za vrijeme starorimske države jezero se zvalo „Plitko jezero” (lat. Lacus Pelso), dok su Nijemci koristili naziv (njem. Plattensee), koje ima isto značenje kao i na latinskom jeziku.

## Klima
Blatno jezero, s povećanim atmosferskim padalinama, utječe na klimu okolice; ima više oblačnih dana, manju varijaciju temperature nego ostatak Mađarske. Tokom zime površina jezera je obično zamrznuta.
Turizam je vrlo razvijen, s najvećom posjećenošću od lipnja do rujna, kad je prosječna temperatura vode 25 °C. Za vrijeme jačih zima organizira se ribolov na ledu i tako produžava turistička sezona.

## Gradovi i sela

### Sjeverna obala
Od istoka prema zapadu:
Balatonfőkajár - Balatonakarattya - Balatonkenese - Balatonfűzfő - Balatonalmádi - Alsóörs - Paloznak - Csopak - Arács - Balatonfüred - Tihany - Aszófő - Örvényes - Balatonudvari - Fövenyes - Balatonakali - Zánka - Balatonszepezd - Szepezdfürdő - Révfülöp - Pálköve - Ábrahámhegy - Balatonrendes - Badacsonytomaj - Badacsony - Badacsonytördemic - Szigliget - Balatonederics - Balatongyörök - Vonyarcvashegy - Gyenesdiás - Kestel

### Južna obala
Od istoka prema zapadu:
Balatonakarattya - Balatonaliga - Balatonvilágos - Sóstó - Szabadifürdő - Siófok - Széplak - Zamárdi - Szántód - Balatonföldvár - Balatonszárszó - Balatonszemes - Balatonlelle - Balatonboglár - Fonyód - Bélatelep - Balatonfenyves - Balatonmáriafürdő - Balatonkeresztúr - Balatonberény - Fenékpuszta

## Zanimljivosti
- Bitka pod imenom Balatonska ofenziva (njem. Operation Frühlingserwachen) se odigrala tijekom Drugog svjetskog rata. Bitka je bila kontraofenziva njemačke 6. SS tenkovske divizije protiv nadolazeće Crvene armije. Odigrala se između 6. ožujka i 16. ožujka 1945. godine, a rezultirala je pobjedom Crvene armije.
- Nekoliko Iljušina je nađeno i izvučeno iz jezera, što je ostatak sovjetske okupacije Mađarske.

## Vanjske poveznice
|  | Zajednički poslužitelj ima još gradiva o temi Blatno jezero |

- (mađ.)(njem.)(engl.)Službena stranica
- (engl.)Turističke informacije
- Vodič kroz Balaton
- (engl.)Turističke informacije sa slikama - OHB
- Galerija slika
- (engl.)Balaton - Svjetska baza podataka  Arhivirana inačica izvorne stranice od 22. srpnja 2013. (Wayback Machine)